# Альтман Геннадій Семенович
А́льтман Генна́дій Семе́нович (нар. 22 травня 1979, Одеса) — український футболіст, воротар. Нині тренер воротарів у сімферопольській «Таврії». Син відомого футболіста та тренера Семена Альтмана.

## Життєпис
Народився 22 травня 1979 року в сім'ї відомого футболіста та футбольного тренера Семена Йосиповича Альтмана. Онук заслуженого майстра спорту CPCP з баскетболу Федіра Футермана. Геннадій Альтман почав кар'єру футболіста з дитячо-юнацької спортивної школи СДЮСШОР «Чорноморець».
Грав у футбольних клубах «Динамо», «Зімбру», «Металург», «Хімки», «Чорноморець», «Іллічівець», «Олександрія».
В 2008 році закінчив кар'єру воротаря та з 2011 року працює в сімферопольській «Таврії» тренером воротарів.